# Beatriz Haddad Maia
Beatriz Haddad Maia (San Paolo, 30 maggio 1996) è una tennista brasiliana.
Durante la sua carriera si è aggiudicata quattro titoli WTA in singolare ed ha disputato una semifinale a livello Slam all'Open di Francia 2023 e la finale della Rogers Cup 2022. Nel doppio, tra i suoi otto titoli nel circuito maggiore vanta il WTA 1000 di Madrid 2023, oltre ad essersi spinta fino alla finale dell'Australian Open 2022.
I suoi migliori piazzamenti sono il 10º posto in singolare e il 10° in doppio, entrambi raggiunti nel 2023.
In virtù di questi successi, è considerata la seconda tennista brasiliana migliore di sempre, preceduta dall'ex numero uno del mondo Maria Bueno.

## Carriera
A livello juniores ha vinto 4 titoli in singolare e altrettanti in doppio.

### 2010-2011
Nel 2010 disputa tre tornei di categoria ITF in Brasile, ma senza andare oltre il primo turno. Un anno più tardi, il 30 ottobre 2011 da numero 942 del ranking mondiale, si aggiudica il primo titolo ITF in carriera a Goiania superando in finale Barbara Luz (n° 594 WTA).
L'8 agosto 2012 arriva anche il secondo trionfo ITF a Ribeirão Preto contro Natasha Fourouclas per 6-0 6-1.

### 2013-2014: esordio WTA
Esordisce nel circuito WTA a marzo del 2013, quando riceve una wild-card dal torneo di Florianopolis: ottiene anche la sua prima vittoria nel main draw (contro la qualificata Hsu Chieh-yu per 6-1 6-2), prima di subire una rimonta da parte della Top 100 Melinda Czink, che si impone per 1-6 6-2 7–6(3). A fine torneo entra per la prima volta tra le migliori cinquecento tenniste del mondo, compiendo un salto dalla 634ª posizione alla 479ª. Successivamente, si aggiudica due titoli ITF a Ribeirão Preto, imponendosi contro la qualificata Andrea Benítez per 7–6(2) 6-2, e ad Antalya liquidando Tereza Martincová per 6-4 6-3. Disputa altre due finali ITF della stagione a Caserta, venendo sconfitta in due parziali da Renata Voráčová, e a Lenzerheide perdendo per mano di Laura Siegemund. Termina il 2013 tra le migliori trecento tenniste del mondo.
Apre il 2014 con due wild-card per il torneo di Rio de Janeiro e Florianopolis; tuttavia viene estromessa all'esordio da Katarzyna Piter (n° 110 WTA) con un doppio 6-3 e da Paula Ormaechea (n° 81 WTA) per 1-6 2-6. Dopo una serie di insuccessi, raggiunge la finale ITF a Breda, dove viene sconfitta da Bernarda Pera. Il 7 dicembre gioca un'altra finale, ma viene rimontata da Patricia Maria Tig con il punteggio di 6-3 3-6 1-6.

### 2015-2016: primo titolo WTA in doppio

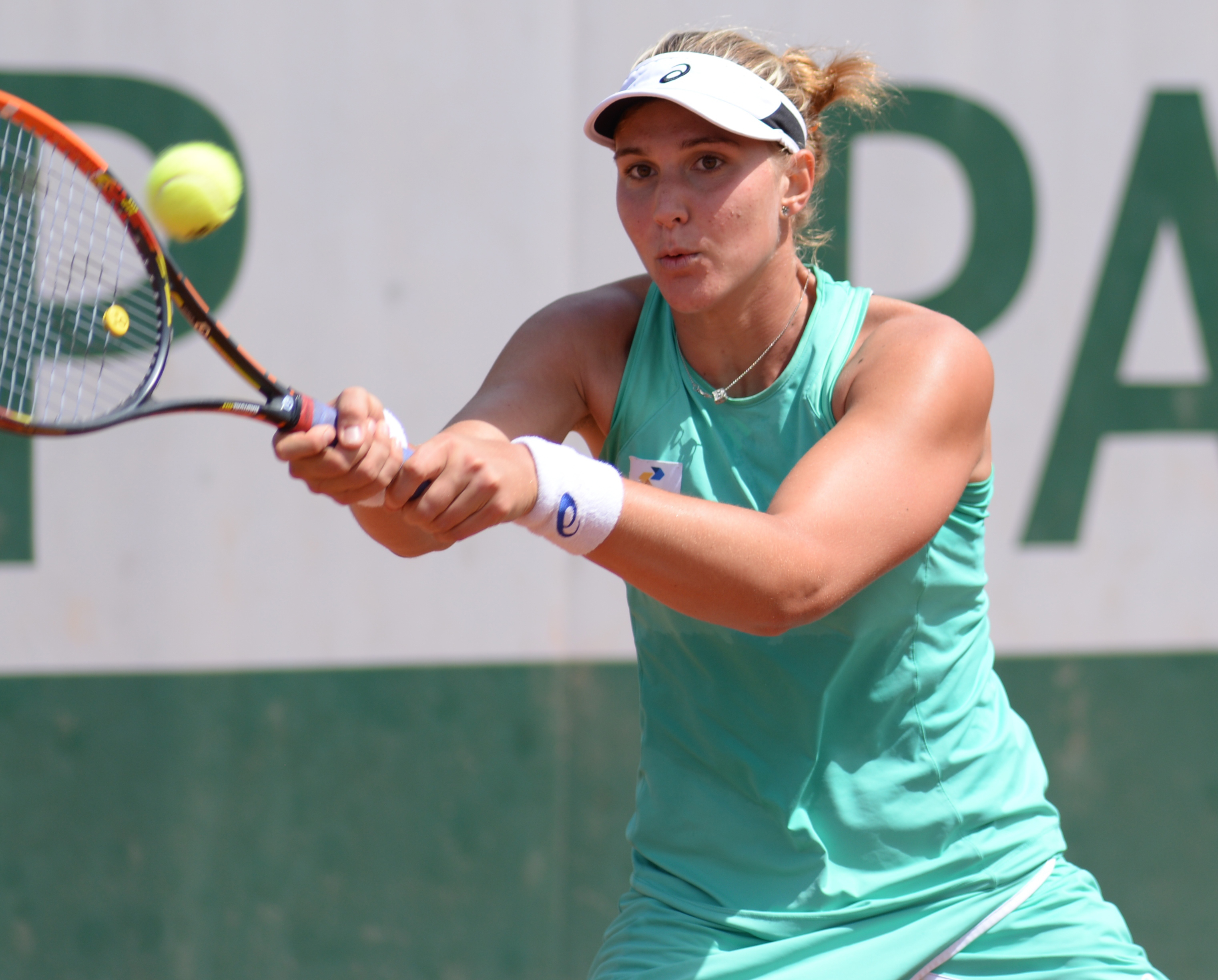
Beatriz Haddad Maia nel 2015

Riceve una wild-card per il torneo di Rio de Janeiro dove supera María Irigoyen, lasciandole appena due games, per poi ottenere la sua prima vittoria contro una tennista Top 100: Polona Hercog per 6-1 6-2. Raggiunge i primi quarti di finale WTA, dove purtroppo è costretta al ritiro nel terzo set dopo non aver sfruttato tre match points nel secondo set contro Sara Errani, numero sedici del mondo. Entrata tra le prime duecento tenniste della classifica, prende parte alle qualificazioni del torneo di Charleston non andando oltre il secondo turno, per mano di Kateryna Bondarenko. Ha fortuna, invece, a Bogotà e supera a fatica il primo turno del main draw eliminando María Herazo González per 6-3 2-6 7–6(2), prima di uscire di scena per mano di Lourdes Domínguez Lino per 6(5)–7 0-6. Si aggiudica il primo titolo in doppio insieme alla connazionale Paula Cristina Gonçalves, riuscendo ad avere la meglio sulla coppia statunitense Shelby Rogers/Irina Falconi. In seguito, viene sconfitta in tre sets da Olivia Rogowska al terzo turno di qualificazione per l'accesso al tabellone principale del Roland Garros. Non ha fortuna nemmeno a Nottingham e a Wimbledon dove cede contro Jarmila Gajdošová e Romina Oprandi.
Nel 2016 disputa il Rio Open con una wild-card, ma viene surclassata da un'altra wild-card Sorana Cîrstea. In seguito, fa il suo esordio nel primo Premier Mandatory della sua carriera, ma non va oltre il primo turno sconfitta per 6(2)–7 1-6 dalla connazionale Teliana Pereira (n° 50 WTA). Si presenta alle qualificazioni del Roland Garros senza successo: sconfitta al secondo turno da Jennifer Brady. Grazie ad una wild-card, partecipa al Brasil Tennis Cup venendo rimontata da Ol'ha Savčuk con il punteggio di 7-5 5-7 0-6 al primo turno. Disputa le qualificazioni per lo Slam newyorkese collezionando una sconfitta al primo turno contro Shūko Aoyama. Il 9 ottobre ritorna in una finale ITF a Santa Margherita di Pula, dove la giocatrice di casa Martina Trevisan le impedisce di sollevare il trofeo. A fine anno si riscatta a Scottsdale e a Waco, poiché si aggiudica due titoli ITF consecutivi con una striscia di 10 vittorie ai danni di Kristie Ahn e Grace Min. A fine anno si ferma per due mesi a causa di un incidente domestico, procurandosi la rottura di tre vertebre.

### 2017: prima finale WTA in singolare; secondo titolo WTA in doppio
Il 2017 rappresenta per Haddad Maia l'anno migliore della sua carriera. Lo inaugura con la vittoria di un titolo ITF a Clare estromettendo Markéta Vondroušová. Ottiene una wild-card per Miami: al primo turno usufruisce del ritiro di Lesja Curenko a metà prima parziale, per poi cedere a Venus Williams (n° 12 WTA) giocando comunque una solida partita. Non si qualifica per il torneo di Monterrey, poiché subisce la vendetta di Kristie Ahn al terzo turno. Ha più fortuna a Bogotà, dove supera a fatica nell'ultimo turno la connazionale Teliana Pereira, ormai crollata in classifica; nonostante ciò, ha vita breve in quanto Verónica Cepede Royg le infligge una sconfitta in rimonta (2-6 6-3 6-4) al primo turno del tabellone principale. Tuttavia, si aggiudica per la seconda volta il titolo in doppio, stavolta con l'argentina Nadia Podoroska, insieme alla quale ha la meglio sulla coppia formata da Verónica Cepede Royg e Magda Linette. Non si qualifica per il torneo di Stoccarda, mentre ci riesce a Praga superando la promessa croata Donna Vekić; in seguito, estromette con facilità Christina McHale (n° 45 WTA) e Samantha Stosur (n° 19 WTA), venendo sconfitta nei quarti di finale da Kristýna Plíšková per 6(5)–7 6-4 6-2. Inoltre, la vittoria su Stosur rappresenta la prima vittoria di una tennista brasiliana su una giocatrice Top 20 dai tempi di Neige Dias, impresa riuscitale agli US Open 1987 contro Susan Sloane al primo turno. 

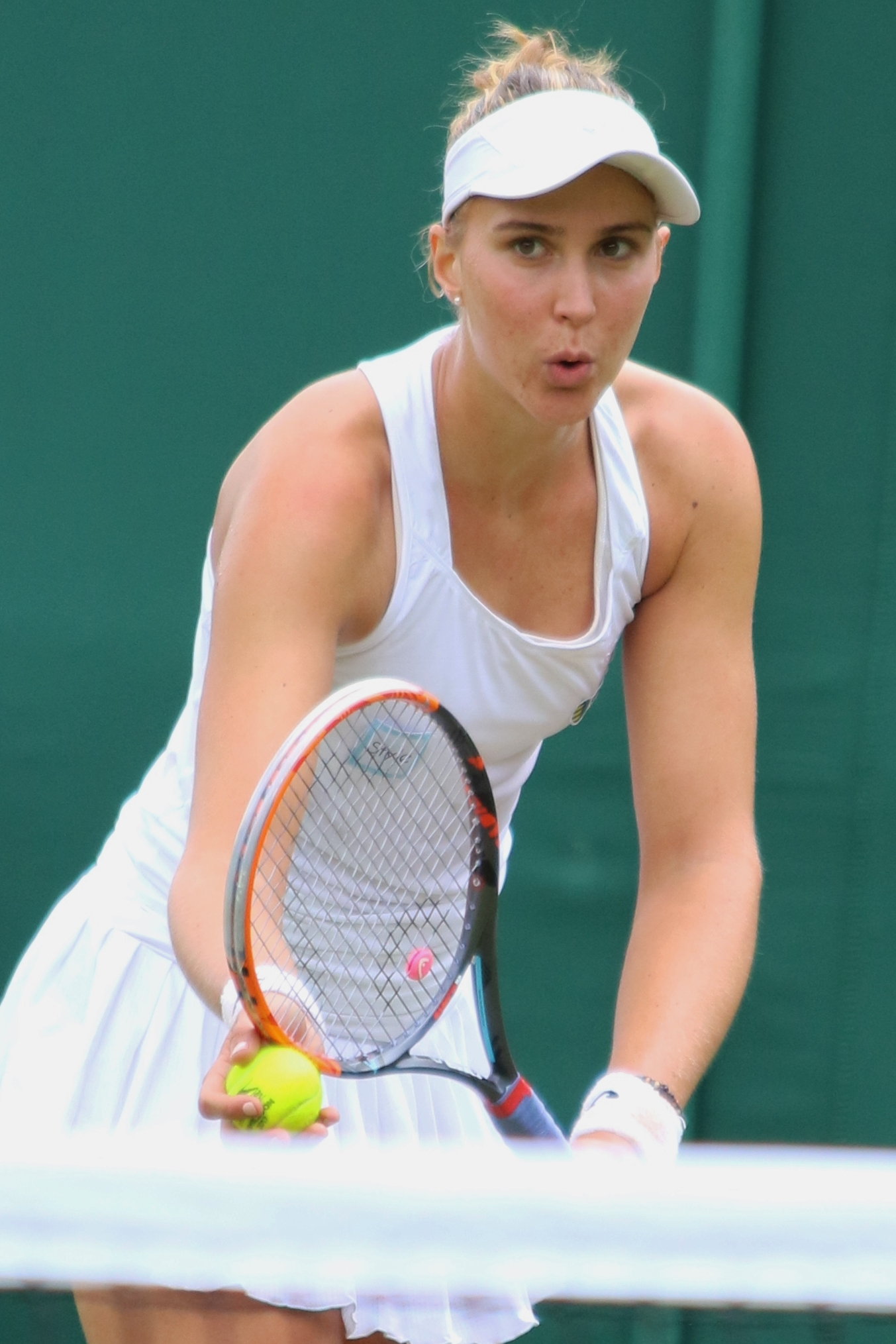
Beatriz Haddad Maia nel 2017

Raggiunge la finale senza cedere un set nel torneo ITF $100.000 di Cagnes-Sur-Mer, imponendosi alla fine con decisione su Jil Teichmann. È costretta a disputare le qualificazioni per il Roland Garros poiché non rientra ancora tra le Top 100, infatti la brasiliana occupa la 101ª posizione della classifica. Con le vittorie su Sílvia Soler Espinosa, Jana Fett e Jil Teichmann, accede al main draw di uno slam per la prima volta; verrà poi sconfitta da Elena Vesnina (n° 15 WTA) per 2-6 6-3 4-6. Disputa il torneo WTA 125k di Bol sbarazzandosi in due sets di Aleksandra Panova, Johanna Larsson e Sara Errani, prima di perdere in semifinale contro Aleksandra Krunić con il punteggio di 6-1 2-6 6-0. A fine torneo sale alle 95ª posizione del ranking.
Superate le qualificazioni a Maiorca, esce al primo turno contro Shelby Rogers, mentre ad Eastbourne non riesce ad accedere al tabellone principale. Sull'erba di Wimbledon supera all'esordio la wild-card Laura Robson per 6-4 6-2, portando a casa la sua prima vittoria in uno slam; viene poi fermata da Simona Halep (n° 2 WTA) per 5-7 3-6. Entrata nella Top 80, si qualifica per il torneo Premier 5 di Cincinnati e si impone su Lauren Davis per 6-3 6-2, cedendo di schianto contro Garbiñe Muguruza (n° 6 WTA), la quale le lascia appena due games.
Mentre non riesce ad accedere al tabellone principale a New Haven, affronta nel primo turno dello US Open Donna Vekić venendo facilmente sconfitta (2-6 1-6). In seguito, disputa la sua prima finale WTA a Seoul grazie alle vittorie su: Katarina Zavac'ka per 4-6 6-3 6-1; Irina-Camelia Begu per 6-3 4-6 6-2; Sara Sorribes Tormo per 6-4 6-4 e Richèl Hogenkamp per 6-1 7–6(7). Tuttavia, il 24 settembre viene sconfitta in rimonta da Jeļena Ostapenko (n° 10 WTA) con il punteggio di 6(5)–7 6-1 6-4. A fine torneo sale alla posizione numero cinquantanove della classifica.
Non si qualifica per il torneo di Pechino, sconfitta da Andrea Petković, ma sale di una posizione in graduatoria: ciò diventerà il suo miglior piazzamento di sempre. Nel torneo di Tianjin si vendica a fatica di Donna Vekić (6(4)–7 6-4 6-2), prima di cedere in tre sets contro Sara Errani. Conclude l'anno con il secondo turno in Lussemburgo, dove viene fermata da Johanna Larsson per 3-6 7–6(5) 2-6, imponendosi su Kirsten Flipkens precedentemente.

### 2018
Scesa alla 71ª posizione, esce di scena all'esordio ad Auckland contro Agnieszka Radwańska e nel secondo turno a Hobart contro Elise Mertens. Agli Australian Open, dopo la vittoria su Lizette Cabrera, cede contro Karolína Plíšková (n° 6 WTA) che le infligge un severo 1-6 1-6. Nel torneo di Acapulco supera Heather Watson, per poi venire fermata da Kristina Mladenovic (n° 14 WTA).
Sul cemento americano colleziona un primo turno a Indian Wells, perso contro Mónica Puig, e un terzo turno a Miami, perso nuovamente contro Jeļena Ostapenko. In seguito, si ritira a Charleston nel match d'esordio sul punteggio di 6-4 6(6)–7 0-1 in favore a Lara Arruabarrena Vecino, mentre a Praga non riesce a difendere i punti dell'anno precedente uscendo di scena già al primo turno contro Mihaela Buzărnescu. A Madrid, invece, non va oltre le qualificazioni.
Uscita dalla Top 100, ritorna in campo ad agosto, ma senza successo poiché non si qualifica agli US Open. Nel Challenger di Chicago perde subito contro Johanna Larsson. Successivamente, colleziona sconfitte al primo turno, tra cui anche a Québec contro Mónica Puig. Ritorna a vincere e in finale nel torneo ITF a Tyler, dove Whitney Osuigwe le impedisce di sollevare il trofeo. Tuttavia, sale dalla 235ª posizione alla 184ª. Termina la stagione costellata da infortuni con il Challenger di Houston, dove perde contro la wild-card Peng Shuai per 7–6(5) 5-7 1-6.

### 2019-2020: doping, sospensione e rientro
Apre l'anno con la sconfitta al terzo turno di qualificazione da Bibiane Schoofs per il torneo di Auckland. In seguito, contro ogni prognostico supera le meglio classificate Lauren Davis, Kaja Juvan e Jennifer Brady accedendo al main drawn degli Australian Open. Nel primo turno si impone su Bernarda Pera con il punteggio di 6-3 5-7 6-4, prima di cedere contro la campionessa dell'edizione 2016 Angelique Kerber (n° 2 WTA) per 2-6 3-6. 

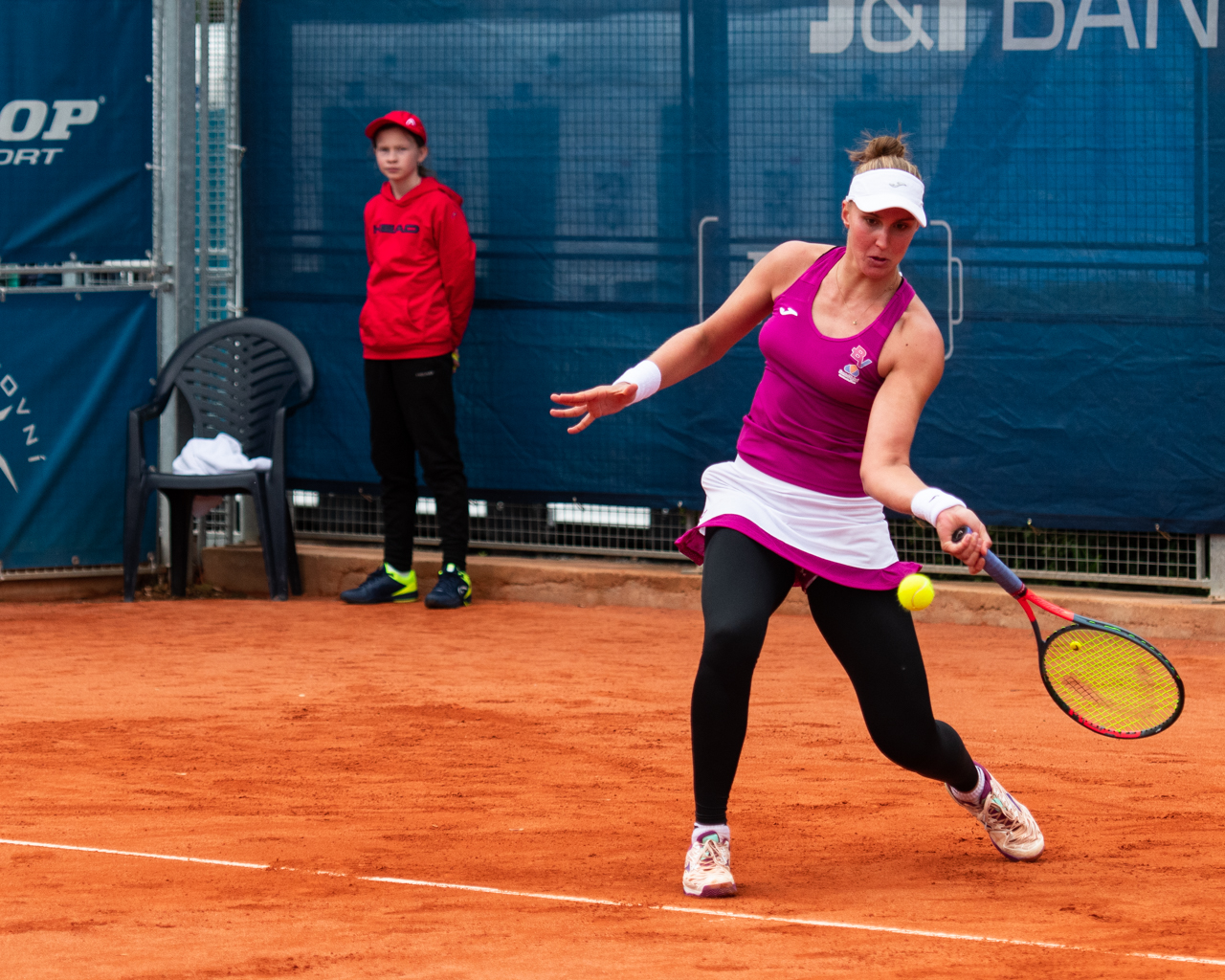
Beatriz Haddad Maia nel 2019

In seguito, supera le qualificazioni anche ad Acapulco e si impone su Irina Maria Bara per 6-0 6-2 e Sloane Stephens (n° 4 WTA, sua prima vittoria Top Ten) per 6-3 6-3, mentre nei quarti di finale perde contro Wang Yafan. Non si qualifica a Miami, A Monterrey esce di scena all'esordio per mano di Kristina Mladenovic. Si spinge per la seconda volta fino alla semifinale di un torneo WTA con le vittorie su Renata Zarazúa (4-6 6-2 6-3) e Francesca Di Lorenzo (4-6 7-5 6-1) nelle qualificazione e su Laura Siegemund (6-2 7-5) Anna Karolína Schmiedlová (7–6(3) 7–6(6)) e Sara Sorribes Tormo (6(6)–7 6-2 6-3), prima di venire fermata dalla giovane Amanda Anisimova con il punteggio di 6-4 6(2)–7 2-6. Conquistando 128 punti risale la classifica fino al 123º posto del ranking.
Non si qualifica nel torneo di Praga e al Roland Garros (costretta al ritiro). Non va oltre il primo turno del torneo WTA 125k di Bol perdendo contro Sara Sorribes Tormo.
Nel torneo di Londra, supera le qualificazioni eliminando Paula Ormaechea per 6(4)–7 6-4 6-2, Anna Zaja per 3-6 6-4 6-2 ed Olga Danilović per 6-4 6-4; in seguito, si impone sulla campionessa dell'edizione 2017 Garbiñe Muguruza con il medesimo punteggio. Nel secondo turno cede alla wild-card Harriet Dart con lo score di 6(4)–7 6-3 1-6.
Nel luglio 2019 è stata sospesa provvisoriamente dopo un controllo antidoping nel quale è risultata positiva ad alcuni anabolizzanti (SARM S-22 e SARM LGD-4033), effettuato durante il torneo di Bol svoltosi nel mese di giugno. Beatriz Haddad Maia ha quindi annunciato il ricorso contro il provvedimento.  Il 13 febbraio 2020 le sono stati assegnati 10 mesi di squalifica totale, permettendole tuttavia di tornare in campo a fine maggio. Tuttavia, a causa della pandemia di COVID-19, Haddad Maia riesce a tornare in campo solo in settembre, nell'ITF portoghese di Montemor-o-Novo, dove riesce a vincere il titolo battendo in finale Jodie Burrage (6-1 6-4). Nello stesso mese, la brasiliana consegue altri due titoli ITF (sempre in Portogallo) e una finale. In ottobre, vince il 4° ITF stagionale a Funchal, superando Francisca Jorge nell'ultimo atto. Grazie agli ottimi risultati a livello ITF, Beatriz chiude l'anno al n°358 del mondo.

### 2021
Dopo una semifinale nell'ITF di Newport Beach, Haddad Maia vince il suo primo titolo stagionale a Villa Maria, superando Francesca Jones in finale col punteggio di 5-7 6-4 6-2. Ad aprile, arriva il secondo ITF del suo 2021 a Cordoba, vincendo, nell'ultimo atto, su Panna Udvardy (6-2 6-2). In estate, conferma il titolo nell'ITF portoghese di Montemor-o-Novo, sconfiggendo Mariam Bolkvadze in finale con un doppio 6-4. Tenta poi le qualificazioni per il main-draw di Wimbledon: batte Darija Snihur (3-6 6-2 6-4) e Ysaline Bonaventure (7-6(2) 6-1), perdendo al turno decisivo da Katie Volynets. A luglio, partecipa al suo primo evento WTA dal 2019, nel '125' di Charleston, dove cede all'esordio a Emma Navarro. Nel '125' di Concord, elimina Lizette Cabrera (6-4 3-6 6-4) per poi arrendersi a Hsieh Su-Wei in due set.

### 2022
Aggiudicatasi in doppio con Anna Danilina il Sydney Tennis Classic, prosegue brillantemente l'inizio della stagione, sempre in coppia con la Danilina, arrivando alla finale di doppio degli Australian Open, dove vengono superate dalla coppia ceca Barbora Krejčíková/Kateřina Siniaková.
Dopo che in marzo e in aprile ha raggiunto le semifinali del torneo Abierto GNP Seguros di Monterrey, dove nel singolo viene superata dalla canadese Leylah Annie Fernandez e nel doppio nella Copa Colsanitas in Colombia, in maggio, si aggiudica in successione, in singolare, il WTA125K Open 35 de Saint Malo, e nel doppio, con Kristina Mladenovic, il WTA125K di Parigi, torneo nel quale arriva anche alla finale del singolare, dove viene superata dalla statunitense Claire Liu.
Il 23 maggio realizza il suo best ranking, raggiungendo la posizione n.48 in singolare e n.33 in doppio, ranking che migliorerà ancora in giugno dopo le vittorie ottenute contro l'americana Alison Riske nel singolare e in doppio (insieme con la cinese Shuai Zhang) contro la coppia Caroline Dolehide-Monica Niculescu, nel torneo WTA250K Rothesay Open Nottingham a Nottingham
Classificata n. 24 in singolare all'inizio della WTA 1000 canadese, ha battuto Martina Trevisan, la tredicesima testa di serie Leylah Fernandez e la n. 1 al mondo Iga Świątek, la sua quinta vittoria contro una top-5, qualificandosi ai quarti di finale per la prima volta in carriera a livello '1000'. Poi ha raggiunto le semifinali battendo la campionessa olimpica Belinda Bencic. Di conseguenza, ha raggiunto la top 20 della classifica il 15 agosto 2022. Haddad Maia ha poi sconfitto l'ex numero uno del mondo Karolína Plíšková, diventando la prima donna brasiliana a raggiungere una finale a questo livello. Nell'ultimo atto, cede a Simona Halep in tre set. Grazie all'ottimo torneo disputato, ha raggiunto la top 15 della classifica, il 22 agosto 2022..
Alla WTA 1000 di Guadajalara, Haddad Maia e Danilina hanno raggiunto la finale battendo la coppia numero 1 del mondo, Krejčíková / Siniaková. È diventata la prima donna brasiliana nella storia a qualificarsi per le WTA Finals. Grazie a questo risultato, è entrata per la prima volta anche nella top 15 mondiale del doppio. In una finale brasiliana senza precedenti nei WTAs 1000 contro Luisa Stefani, ex top 10 mondiale, si è classificata seconda in un confronto serrato, perso con il punteggio di 7/6 (7-4), 6/7 (2-7) e 10 - 8 a favore di Stefani/Sanders.
Nelle WTA Finals, Danilina/Haddad Maia non riescono a superare il loro girone, vincendo la prima partita contro Olmos/Dabrowski ma perdendo le due decisive contro Mertens/Kudermetova e Ostapenko/Kičenok. 
Termina la stagione con il 15º posto in singolare e in 13ª posizione in doppio.

### 2023

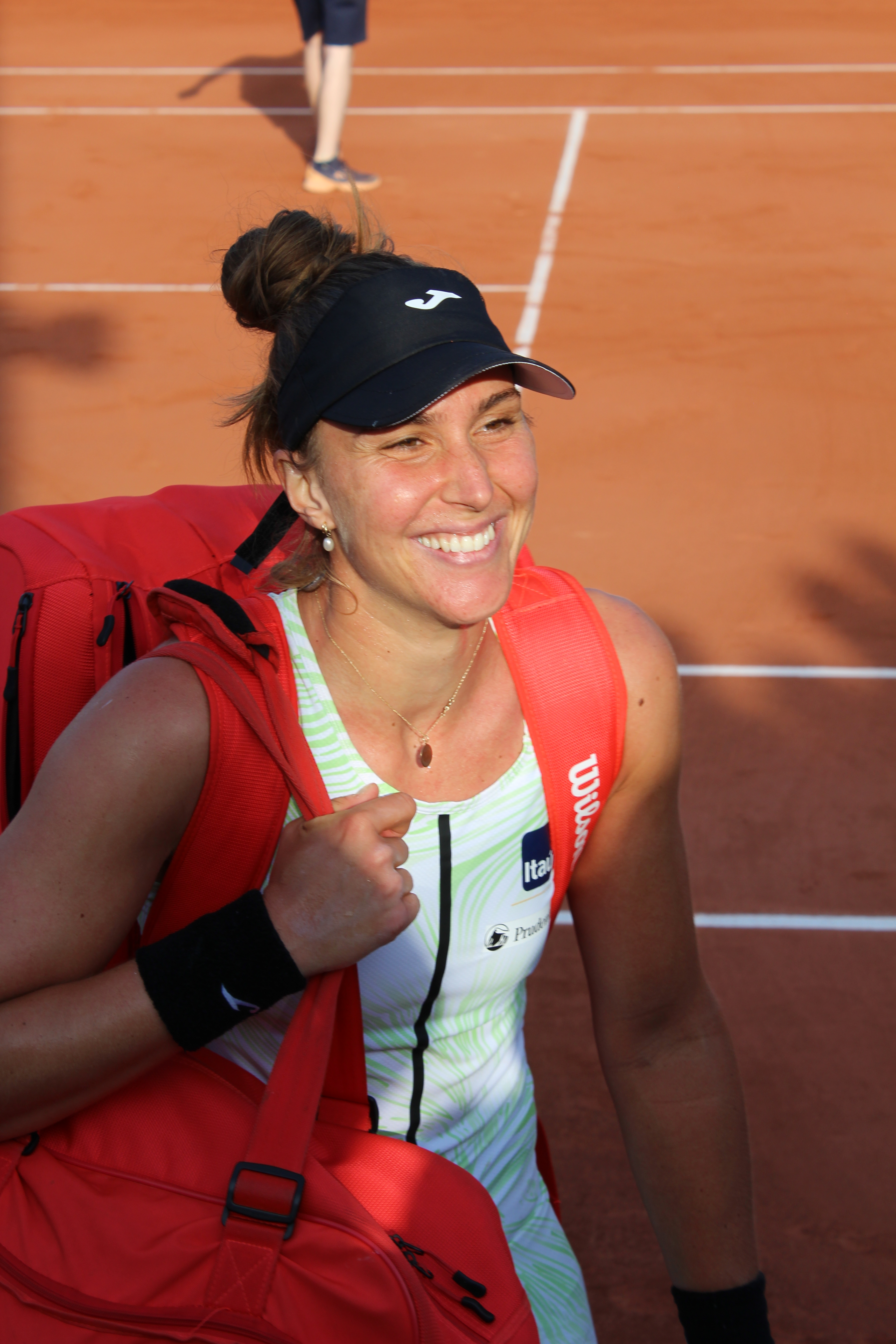
Haddad Maia nel 2023

#### Singolare: prima semifinale slam, top-10 e 3º titolo WTA
Inizia la stagione ad Adelaide, dove raggiunge i quarti perdendo da Paula Badosa. All'Australian Open viene sorprendentemente sconfitta all'esordio da Párrizas (6(11)-7 2-6). Ad Abu Dhabi, da sesta testa di serie, arriva in semifinale, battendo nei quarti la campionessa di Wimbledon Elena Rybakina (3-6 6-3 6-2). Nel penultimo atto, cede il passo a Belinda Bencic. Al Qatar Open si ferma nei quarti mentre a Dubai esce di scena al primo turno. A Indian Wells e Miami non va oltre il secondo round.
Sulla terra, gioca a Stoccarda, dove viene sconfitta nei quarti da Ons Jabeur. Dopo un primo turno a Madrid, prende parte al torneo di Roma: raggiunge i quarti senza perdere set; nella circostanza, si arrende ad Anhelina Kalinina. Al Roland Garros, Haddad Maia è la 14° testa di serie: dopo un comodo successo su Tatjana Maria (6-0 6-1), lascia un set per strada a Šnaider (6-2 5-7 6-4), raggiungendo per la prima volta in carriera un terzo turno in uno slam. Nella circostanza, batte in rimonta Ekaterina Aleksandrova (5-7 6-4 7-5) per poi imporsi su Sara Sorribes Tormo in ottavi (6(3)-7 6-3 7-5) dopo quasi 4 ore di gioco. Nel suo primo quarto di finale major, Haddad Maia elimina la top-10 Jabeur, vendicando la sconfitta di Stoccarda, con lo score di 3-6 7-6(5) 6-1. Beatriz è la prima brasiliana in era Open a cogliere un risultato simile in uno slam in singolare. In semifinale, sfida la n°1 del mondo Iga Świątek: Haddad Maia si arrende alla polacca con lo score di 2-6 6(7)-7. Grazie allo strepitoso risultato colto sulla terra parigina, la brasiliana entra in top-10 il 12 giugno, raggiungendo il suo best-ranking alla 10ª posizione.
Sull'erba, dopo un primo turno a Nottingham e un secondo turno a Eastbourne, partecipa a Wimbledon, dove nei primi due round rimonta un set di svantaggio sia a Putinceva (3-6 6-0 6-4) che a Cristian (4-6 6-2 6-4); al terzo turno, elimina Sorana Cîrstea con un duplice 6-2, approdando agli ottavi dello slam londinese per la prima volta in carriera. Nella circostanza, sfida la campionessa in carica e n°3 del mondo Elena Rybakina, contro cui è costretta al ritiro sotto 1-4 nel primo parziale.
Sul cemento americano raccoglie poco, raggiungendo al massimo il secondo turno a Montréal e allo US Open. A causa di questi risultati, scende in 19ª posizione mondiale. A San Diego, esce di scena ai quarti contro Barbora Krejčíková.
Nella trasferta asiatica, perde al primo turno a Pechino da Jasmine Paolini. Dopo due uscite premature a Hong Kong e Nanchang, partecipa al "Master B" di Zhuhai, venendo inserita nel gruppo Camelia; nel match inaugurale del torneo, la brasiliana si impone su Madison Keys con un doppio 6-4. Nell'incontro valevole per il primo posto del girone, prevale su Caroline Garcia per 6-1 7-6(4), chiudendo in testa al gruppo Camelia e guadagnandosi l'accesso alla semifinale. Nella circostanza, supera agevolmente Dar'ja Kasatkina (6-4 6-1), qualificandosi così alla sua 5° finale WTA, la prima del 2023. Nell'ultimo atto, Beatriz batte in due tie-break la padrona di casa Zheng Qinwen (7-6(11) 7-6(4)), conquistando il 3º titolo della carriera nel circuito maggiore, il primo sul cemento.

#### Doppio: primo titolo a livello '1000' e successo nel WTA Elite Trophy
Nel 2023, Haddad Maia cambia varie partner: all'Australian Open, con Zhang, non conferma la finale colta nel 2022, fermandosi al secondo turno. A Indian Wells, assieme a Laura Siegemund, raggiunge la finale, perdendo solo un set nel percorso (contro Ostapenko/Kičenok). Nell'ultimo atto, Haddad/Siegemund cedono il passo a Krejčíková/Siniaková al super-tiebreak. A Madrid gioca con Viktoryja Azaranka: le due giungono in finale al primo torneo disputato assieme; nella circostanza, superano Gauff/Pegula con lo score di 6-1 6-4, conquistando il trofeo. Per Haddad Maia è il primo titolo di categoria '1000', il più importante vinto fino a qui. L'8 maggio, Beatriz entra in top-10 per la prima volta in carriera al 10º posto, restandoci per solo una settimana.
Dopo diverse uscite premature, Roland Garros e Wimbledon compresi, Beatriz e Viktoryja tornano nei quarti di un torneo allo US Open: nell'occasione, vengono eliminate da Siegemund/Zvonarëva in tre set.
La brasiliana riesce a partecipare al WTA Elite Trophy di Zhuhai anche in doppio, assieme alla russa Kudermetova: le due passano il girone Giglio al primo posto, vincendo in due set sulle coppie Kalašnikova/Sizikova e Jiang/Tang. Haddad Maia raggiunge così la terza finale stagionale, dove, battendo per 6-3 6-3 Katō/Sutjiadi, conquista il 6º titolo WTA della carriera. Beatriz è la prima tennista nella storia dell'Elite Trophy a vincere il trofeo sia nel singolare che nel doppio.
Termina la stagione al n°24 del mondo.

### 2024

#### Singolare
Beatriz prende parte alla United Cup: nel primo tie contro la Spagna, batte Sorribes Tormo in due set, pareggiando la situazione. Nel match decisivo, Haddad Maia e Melo cedono al team spagnolo. Nel secondo tie, la brasiliana perde con un doppio 2-6 da Iga Świątek, con i sudamericani che cedono per 3-0 ed escono di scena nella fase a gironi.
Ad Adelaide viene subito eliminata da Pavljučenkova (3-6 4-6). All'Australian Open, da 10° forza del seeding, raggiunge il terzo turno per la prima volta, sconfiggendo Fruhvirtová e Korneeva; nell'incontro valevole per gli ottavi, viene sorprendentemente fermata dalla qualificata Marija Timofeeva, con lo score di 6(7)-7 3-6. Ad Abu Dhabi coglie la semifinale, dopo aver battuto la top-10 Jabeur nei quarti; tra le ultime quattro, viene sconfitta da Kasatkina al tie-break del terzo set. A Doha e Dubai esce di scena all'esordio. Dopo aver perso al secondo turno di San Diego contro la futura campionessa Boulter, a Indian Wells e Miami si ferma al terzo turno.
Sulla terra, a Charleston viene eliminata da Veronika Kudermetova al terzo round. A Madrid, da 11° testa di serie, batte Errani, Navarro e Sakkarī, approdando al suo secondo quarto di finale stagionale: nella circostanza, cede il passo alla n°1 del mondo Iga Świątek in tre set. A Roma esce di scena al terzo turno contro Madison Keys; a Strasburgo non va oltre i quarti, soccombendo a Samsonova. Partecipa poi al Roland Garros, dove difende la semifinale del 2023: la brasiliana viene eliminata già al primo turno contro Elisabetta Cocciaretto, con il punteggio di 6-3 4-6 1-6. A causa dei punti persi, scende fino alla 20ª posizione del ranking. Su erba, il miglior risultato della brasiliana arriva a Wimbledon, dove raggiunge il terzo turno battendo Fręch e Osorio; non riesce tuttavia a replicare gli ottavi dell'edizione precedente, perdendo nel match di sedicesimi da Danielle Collins.

#### Doppio
La brasiliana inizia l'anno ad Adelaide, dove gioca assieme a Taylor Townsend: le due raggiungono la finale, dove sconfiggono le ex campionesse slam Mladenovic/Garcia per 7-5 6-3. Per Beatriz è il settimo titolo WTA, il secondo a livello '500'.

## Statistiche WTA

### Singolare

#### Vittorie (4)
| Legenda              |
| -------------------- |
| Grande Slam (0)      |
| Ori Olimpici (0)     |
| WTA Finals (0)       |
| WTA Elite Trophy (1) |
| Dal 2021             |
| WTA 1000 (0)         |
| WTA 500 (1)          |
| WTA 250 (2)          |

| N. | Data              | Torneo                         | Superficie  | Avversaria in finale | Punteggio       |
| 1. | 12 giugno 2022    | Nottingham Open, Nottingham    | Erba        | Alison Riske         | 6-4, 1-6, 6-3   |
| 2. | 19 giugno 2022    | Birmingham Classic, Birmingham | Erba        | Zhang Shuai          | 5-4, rit.       |
| 3. | 29 ottobre 2023   | WTA Elite Trophy, Zhuhai       | Cemento (i) | Zheng Qinwen         | 7-6(11), 7-6(4) |
| 4. | 22 settembre 2024 | Korea Open, Seul               | Cemento     | Dar'ja Kasatkina     | 1-6, 6-4, 6-1   |

#### Sconfitte (3)
| Legenda               | Legenda      |
| --------------------- | ------------ |
| Grande Slam (0)       |              |
| Argenti Olimpici (0)  |              |
| WTA Finals (0)        |              |
| WTA Elite Trophy (0)  |              |
| Dal 2009 al 2020      | Dal 2021     |
| Premier Mandatory (0) | WTA 1000 (1) |
| Premier 5 (0)         | WTA 1000 (1) |
| Premier (0)           | WTA 500 (0)  |
| International (1)     | WTA 250 (1)  |

| N. | Data              | Torneo                        | Superficie | Avversaria in finale | Punteggio        |
| 1. | 24 settembre 2017 | Korea Open, Seul              | Cemento    | Jeļena Ostapenko     | 7-6(5), 1-6, 4-6 |
| 2. | 14 agosto 2022    | Canadian Open, Toronto        | Cemento    | Simona Halep         | 3-6, 6-2, 3-6    |
| 3. | 24 agosto 2024    | Tennis in the Land, Cleveland | Cemento    | McCartney Kessler    | 6-1, 1-6, 5-7    |

### Doppio

#### Vittorie (8)
| Legenda               | Legenda      |
| --------------------- | ------------ |
| Grande Slam (0)       |              |
| Ori Olimpici (0)      |              |
| WTA Finals (0)        |              |
| WTA Elite Trophy (1)  |              |
| Dal 2009 al 2020      | Dal 2021     |
| Premier Mandatory (0) | WTA 1000 (1) |
| Premier 5 (0)         | WTA 1000 (1) |
| Premier (0)           | WTA 500 (2)  |
| International (2)     | WTA 250 (2)  |

| N. | Data            | Torneo                           | Superficie  | Compagna                 | Avversarie in finale                | Punteggio        |
| 1. | 19 aprile 2015  | Copa Colsanitas, Bogotà          | Terra rossa | Paula Cristina Gonçalves | Irina Falconi Shelby Rogers         | 6-3, 3-6, [10-6] |
| 2. | 15 aprile 2017  | Copa Colsanitas, Bogotà (2)      | Terra rossa | Nadia Podoroska          | Verónica Cepede Royg Magda Linette  | 6-3, 7-6(4)      |
| 3. | 15 gennaio 2022 | Sydney International, Sydney     | Cemento     | Anna Danilina            | Vivian Heisen Panna Udvardy         | 4–6, 7–5, [10–8] |
| 4. | 12 giugno 2022  | Nottingham Open, Nottingham      | Erba        | Zhang Shuai              | Caroline Dolehide Monica Niculescu  | 7-6(2), 6-4      |
| 5. | 7 maggio 2023   | Madrid Open, Madrid              | Terra rossa | Viktoryja Azaranka       | Jessica Pegula Coco Gauff           | 6–1, 6–4         |
| 6. | 29 ottobre 2023 | WTA Elite Trophy, Zhuhai         | Cemento (i) | Veronika Kudermetova     | Miyu Katō Aldila Sutjiadi           | 6-3, 6-3         |
| 7. | 12 gennaio 2024 | Adelaide International, Adelaide | Cemento     | Taylor Townsend          | Caroline Garcia Kristina Mladenovic | 7-5, 6-3         |
| 8. | 22 giugno 2025  | Nottingham Open, Nottingham (2)  | Erba        | Laura Siegemund          | Anna Danilina Ena Shibahara         | 6-3, 6-2         |

#### Sconfitte (4)
| Legenda              |
| -------------------- |
| Grande Slam (1)      |
| Argenti Olimpici (0) |
| WTA Finals (0)       |
| WTA Elite Trophy (0) |
| Dal 2021             |
| WTA 1000 (2)         |
| WTA 500 (1)          |
| WTA 250 (0)          |

| N. | Data            | Torneo                           | Superficie | Compagna        | Avversarie in finale                  | Punteggio              |
| 1. | 30 gennaio 2022 | Australian Open, Melbourne       | Cemento    | Anna Danilina   | Barbora Krejčíková Kateřina Siniaková | 7-6(3), 4-6, 4-6       |
| 2. | 23 ottobre 2022 | Guadalajara Open, Guadalajara    | Cemento    | Anna Danilina   | Storm Sanders Luisa Stefani           | 6(4)-7, 7-6(2), [8-10] |
| 3. | 18 marzo 2023   | Indian Wells Open, Indian Wells  | Cemento    | Laura Siegemund | Barbora Krejčíková Kateřina Siniaková | 1-6, 7-6(3), [7-10]    |
| 4. | 10 gennaio 2025 | Adelaide International, Adelaide | Cemento    | Laura Siegemund | Guo Hanyu Aleksandra Panova           | 5-7, 4-6               |

## Circuito WTA 125

### Singolare

#### Vittorie (1)
| N. | Data          | Torneo                            | Superficie  | Avversaria in finale | Punteggio   |
| 1. | 8 maggio 2022 | Open 35 de Saint-Malo, Saint-Malo | Terra rossa | Anna Blinkova        | 7-6(3), 6-3 |

#### Sconfitte (1)
| N. | Data           | Torneo               | Superficie  | Avversaria in finale | Punteggio |
| 1. | 15 maggio 2022 | Clarins Open, Parigi | Terra rossa | Claire Liu           | 3-6, 4-6  |

### Doppio

#### Vittorie (1)
| N. | Data           | Torneo               | Superficie  | Compagna            | Avversarie in finale         | Punteggio        |
| 1. | 14 maggio 2022 | Clarins Open, Parigi | Terra rossa | Kristina Mladenovic | Oksana Kalašnikova Miyu Katō | 5-7, 6-4, [10-4] |

## Statistiche ITF

### Singolare

#### Vittorie (17)
| Torneo $100.000 (1) |
| Torneo $80.000 (0)  |
| Torneo $75.000 (0)  |
| Torneo $60.000 (2)  |
| Torneo $50.000 (2)  |
| Torneo $25.000 (5)  |
| Torneo $15.000 (3)  |
| Torneo $10.000 (4)  |

| N.  | Data              | Torneo                                                          | Superficie  | Avversaria in finale   | Punteggio      |
| 1.  | 30 ottobre 2011   | ITF Women's Circuit Goiania, Goiânia                            | Terra rossa | Bárbara Luz            | 6-2, 6-0       |
| 2.  | 8 aprile 2012     | Circuito Localiza de Tênis Feminino, Ribeirão Preto             | Cemento     | Natasha Fourouclas     | 6-0, 6-1       |
| 3.  | 31 marzo 2013     | Circuito Localiza de Tênis Feminino, Ribeirão Preto             | Terra rossa | Andrea Benítez         | 7-6(2), 6-2    |
| 4.  | 21 aprile 2013    | Tennis Organisation, Adalia                                     | Cemento     | Tereza Martincová      | 6-4, 6-3       |
| 5.  | 6 novembre 2016   | CopperWynd Pro Women's Challenge, Scottsdale                    | Cemento     | Kristie Ahn            | 7-6(4), 7-6(2) |
| 6.  | 13 novembre 2016  | Waco Showdown, Waco                                             | Cemento     | Grace Min              | 6-2, 3-6, 6-1  |
| 7.  | 5 marzo 2017      | Clare Valley Tennis International, Clare                        | Cemento     | Markéta Vondroušová    | 6-2, 6-2       |
| 8.  | 20 maggio 2017    | Open GDF SUEZ de Cagnes-sur-Mer Alpes-Maritimes, Cagnes-sur-Mer | Terra rossa | Jil Teichmann          | 6-3, 6-3       |
| 9.  | 6 settembre 2020  | Montemor Ladies Open, Montemor-o-Novo                           | Cemento     | Jodie Anna Burrage     | 6-1, 6-4       |
| 10. | 20 settembre 2020 | Santarem Ladies Open, Santarém                                  | Cemento     | Martyna Kubka          | 6-0, 6-0       |
| 11. | 27 settembre 2020 | Porto Open, Porto                                               | Cemento     | Ingrid Gamarra Martins | 6-3, 6-2       |
| 12. | 18 ottobre 2020   | Madeira Ladies Open, Funchal                                    | Cemento     | Francisca Jorge        | 6-3, 6-3       |
| 13. | 4 aprile 2021     | Torneo Internacional Dove Men+Care, Villa María                 | Terra rossa | Francesca Jones        | 5-7, 6-4, 6-2  |
| 14. | 11 aprile 2021    | Torneo Internacional Dove Men+Care, Córdoba                     | Terra rossa | Panna Udvardy          | 6-2, 6-2       |
| 15. | 13 giugno 2021    | Montemor Ladies Open, Montemor-o-Novo                           | Cemento     | Mariam Bolkvadze       | 6-4, 6-4       |
| 16. | 5 settembre 2021  | TCCB Open, Collonge-Bellerive                                   | Terra rossa | İpek Öz                | 5-7, 6-1, 6-4  |
| 17. | 12 settembre 2021 | Elle Spirit Open, Montreux                                      | Terra rossa | Francesca Jones        | 6-4, 6-3       |

#### Sconfitte (8)
| Torneo $100.000 (0) |
| Torneo $80.000 (1)  |
| Torneo $75.000 (0)  |
| Torneo $60.000 (0)  |
| Torneo $50.000 (0)  |
| Torneo $25.000 (5)  |
| Torneo $15.000 (1)  |
| Torneo $10.000 (1)  |

| N. | Data              | Torneo                                                       | Superficie  | Avversaria in finale  | Punteggio         |
| 1. | 1º agosto 2011    | ITF Women's Circuit São Paulo, San Paolo                     | Terra rossa | Maria Fernanda Alves  | 6–4, 5–7, 3–6     |
| 2. | 25 maggio 2013    | Internazionali Femminili di Tennis Città di Caserta, Caserta | Terra rossa | Renata Voráčová       | 4-6, 1-6          |
| 3. | 23 giugno 2013    | Lenzerheide Open, Lenzerheide                                | Terra rossa | Laura Siegemund       | 2-6, 3-6          |
| 4. | 29 giugno 2014    | Breda Future, Breda                                          | Terra rossa | Bernarda Pera         | 1-6, 6(8)-7       |
| 5. | 1º dicembre 2014  | Circuito Femenil Mérida, Mérida                              | Cemento     | Patricia Maria Țig    | 6-3, 3-6, 1-6     |
| 6. | 3 ottobre 2016    | Forte Village International Tournament, Pula                 | Terra rossa | Martina Trevisan      | 3-6, 4-6          |
| 7. | 4 novembre 2018   | RBC Pro Challenge, Tyler                                     | Cemento     | Whitney Osuigwe       | 3-6, 4-6          |
| 8. | 13 settembre 2020 | Figueira da Foz Ladies Open, Figueira da Foz                 | Cemento     | Georgina García Pérez | 7-6(10), 5-7, 4-6 |

### Doppio

#### Vittorie (9)
| Torneo $100.000 (1) |
| Torneo $80.000 (0)  |
| Torneo $75.000 (0)  |
| Torneo $60.000 (0)  |
| Torneo $50.000 (0)  |
| Torneo $25.000 (4)  |
| Torneo $15.000 (0)  |
| Torneo $10.000 (4)  |

| N. | Data              | Torneo                                                             | Superficie  | Compagna                 | Avversarie in finale                   | Punteggio           |
| 1. | 20 settembre 2010 | Circuito Feminino de Tenis do Estado de São Paulo, Mogi das Cruzes | Terra rossa | Flávia Guimarães Bueno   | Maria Fernanda Alves Natasha Lotuffo   | 6-1, 6-3            |
| 2. | 1º agosto 2011    | ITF Women's Circuit São Paulo, San Paolo                           | Cemento     | Carla Forte              | Isabella Robbiani Kyra Shroff          | 6(5)-7, 6-3, [10-7] |
| 3. | 24 ottobre 2011   | ITF Women's Circuit Goiania, Goiânia                               | Terra rossa | Paula Cristina Gonçalves | Flávia Dechandt Araújo Karina Venditti | 6-4, 5-7, [12-10]   |
| 4. | 16 giugno 2014    | Future Alkmaar, Alkmaar                                            | Cemento     | Bernarda Pera            | Charlotte van der Meij Mandy Wagemaker | 6-1, 1-6, [10-5]    |
| 5. | 25 maggio 2015    | Torneo Internazionale Femminile Città di Grado, Grado              | Terra rossa | Viktorija Golubic        | Sharon Fichman Katarzyna Piter         | 6-3, 6-2            |
| 6. | 18 gennaio 2016   | Circuito Feminino Future de Tênis, Guarujá                         | Cemento     | Paula Cristina Gonçalves | Laura Pigossi Jil Teichmann            | 6(3)-7, 7-5, [10-7] |
| 7. | 28 febbraio 2017  | Clare Valley Tennis International, Clare                           | Cemento     | Genevieve Lorbergs       | Alison Bai Erika Sema                  | 6-4, 6-3            |
| 8. | 22 giugno 2019    | Ilkley Trophy, Ilkley                                              | Erba        | Luisa Stefani            | Ellen Perez Arina Rodionova            | 6-4, 6(5)-7, [10-4] |
| 9. | 12 settembre 2020 | Figueira da Foz Ladies Open, Figueira da Foz                       | Cemento     | Ingrid Gamarra Martins   | Jacqueline Cabaj Awad Inês Murta       | 7-5, 6-1            |

#### Sconfitte (6)
| Torneo $100.000 (0) |
| Torneo $80.000 (1)  |
| Torneo $75.000 (0)  |
| Torneo $60.000 (0)  |
| Torneo $50.000 (1)  |
| Torneo $25.000 (1)  |
| Torneo $15.000 (1)  |
| Torneo $10.000 (2)  |

| N. | Data            | Torneo                                                                          | Superficie  | Compagna                 | Avversarie in finale               | Punteggio           |
| 1. | 8 aprile 2013   | GD Tennis Academy, Adalia                                                       | Cemento     | Bárbara Luz              | Irina Maria Bara Diana Buzean      | 5-7, 1-6            |
| 2. | 14 giugno 2014  | Amstelveen Future Tournament, Amstelveen                                        | Cemento     | Tatiana Búa              | Bernarda Pera Viktorija Tomova     | 0-6, 1-2, rit.      |
| 3. | 31 gennaio 2015 | City Of Surprise Women's Open, Sunrise                                          | Terra verde | Paula Cristina Gonçalves | Anna Kalinskaja Katerina Stewart   | 6(6)-7, 7-5, [6-10] |
| 4. | 15 maggio 2015  | Open International Féminin Midi-Pyrénées Saint-Gaudens Comminges, Saint-Gaudens | Terra rossa | Nicole Melichar          | Mariana Duque Mariño Julia Glushko | 6-1, 6(5)-7, [4-10] |
| 5. | 12 maggio 2019  | Open GDF SUEZ de Cagnes-sur-Mer Alpes-Maritimes, Cagnes-sur-Mer                 | Terra rossa | Luisa Stefani            | Anna Blinkova Xenia Knoll          | 6–4, 2–6, [12–14]   |
| 6. | 17 ottobre 2020 | Madeira Ladies Open, Funchal                                                    | Cemento     | Ingrid Gamarra Martins   | Arianne Hartono Eva Vedder         | 6–4, 1–6, [7–10]    |

## Grand Slam Junior

### Doppio

#### Sconfitte (2)
| Tornei del Grande Slam  |
| ----------------------- |
| Australian Open (0)     |
| Open di Francia (2)     |
| Torneo di Wimbledon (0) |
| US Open (0)             |

| N. | Data          | Torneo                      | Superficie  | Compagna            | Avversarie in finale                  | Punteggio        |
| 1. | 8 giugno 2012 | Open di Francia, Parigi     | Terra rossa | Montserrat González | Dar'ja Gavrilova Irina Chromačëva     | 6-4, 4-6, [8-10] |
| 2. | 8 giugno 2013 | Open di Francia, Parigi (2) | Terra rossa | Doménica González   | Barbora Krejčíková Kateřina Siniaková | 5-7, 2-6         |

## Risultati in progressione
| Sigla | Risultato               |
| ----- | ----------------------- |
| V     | Vincitore               |
| F     | Finalista               |
| SF    | Semifinalista           |
| O     | Oro olimpico            |
| A     | Argento olimpico        |
| SF    | Bronzo olimpico         |
| QF    | Quarti di Finale        |
| 4T    | Quarto turno            |
| 3T    | Terzo turno             |
| 2T    | Secondo turno           |
| 1T    | Primo turno             |
| RR    | Round Robin             |
| LQ    | Turno di qualificazione |
| A     | Assente                 |
| ND    | Non disputato           |

| Legenda superfici    |
| -------------------- |
| Cemento              |
| Terra battuta        |
| Erba                 |
| Superficie variabile |

### Singolare
| Tornei del Grande Slam |               |               |               |     |               |               |               |               |          |          |
| Australian Open        | A             | A             | A             | A   | A             | 2T            | 2T            | A             | 0 / 2    | 2-2      |
| Open di Francia        | A             | A             | Q3            | Q2  | 1T            | A             | Q1            | ND            | 0 / 1    | 0-1      |
| Wimbledon              | A             | A             | Q1            | A   | 2T            | A             | 2T            | ND            | 0 / 2    | 2-2      |
| US Open                | A             | A             | A             | Q1  | 1T            | Q2            | A             |               | 0 / 1    | 0-1      |
| Vittorie-sconfitte     | 0–0           | 0–0           | 0–0           | 0–0 | 1–3           | 1-1           | 2-2           | 0-0           | 0 / 6    | 4-6      |
| Giochi olimpici        |               |               |               |     |               |               |               |               |          |          |
| Giochi olimpici estivi | Non disputati | Non disputati | Non disputati | A   | Non disputati | Non disputati | Non disputati | Non disputati | 0 / 0    | 0–0      |
| WTA Premier Mandatory  |               |               |               |     |               |               |               |               |          |          |
| Indian Wells           | A             | A             | A             | A   | A             | 1T            | A             | ND            | 0 / 1    | 0-1      |
| Miami                  | A             | A             | A             | 1T  | 2T            | 3T            | Q2            | ND            | 0 / 3    | 3-3      |
| Madrid                 | A             | A             | A             | A   | A             | Q1            | A             | ND            | 0 / 0    | 0–0      |
| Pechino                | A             | A             | A             | A   | Q1            | A             | A             |               | 0 / 0    | 0-0      |
| WTA Premier 5          |               |               |               |     |               |               |               |               |          |          |
| Doha / Dubai[1]        | A             | A             | A             | A   | A             | A             | A             | A             | 0 / 0    | 0-0      |
| Roma                   | A             | A             | A             | A   | A             | A             | A             | ND            | 0 / 0    | 0–0      |
| Montréal / Toronto     | A             | A             | A             | A   | A             | A             | A             | ND            | 0 / 0    | 0-0      |
| Cincinnati             | A             | A             | A             | A   | 2T            | A             | A             |               | 0 / 1    | 1-1      |
| Wuhan                  | A             | A             | A             | A   | A             | A             | A             |               | 0 / 0    | 0–0      |
| Carriera               |               |               |               |     |               |               |               |               |          |          |
| Tornei giocati         | 1             | 2             | 2             | 3   | 11            | 9             | 5             |               | 33       | 33       |
| Titoli                 | 0             | 0             | 0             | 0   | 0             | 0             | 0             | 0             | 0        | 0        |
| Finali                 | 0             | 0             | 0             | 0   | 1             | 0             | 0             | 0             | 1        | 1        |
| Totale V–S             | 1-1           | 0-2           | 3-2           | 0-3 | 11-11         | 5-9           | 7-7           |               | 27–35    | 27–35    |
| Vittorie %             | 50%           | 0%            | 60%           | 0%  | 50%           | 36%           | 50%           |               | 44%      | 44%      |
| Ranking di fine anno   | 288           | 335           | 198           | 211 | 65            | 184           | 120           |               | 869048 $ | 869048 $ |

Note
- 1 Il Dubai Tennis Championships e il Qatar Ladies Open di Doha si scambiano frequentemente lo status tra evento Premier ed evento Premier 5.

### Doppio
| Tornei del Grande Slam |      |      |      |     |
| Torneo                 | 2015 | 2016 | 2017 | V–S |
| Australian Open        | A    | A    | A    | 0–0 |
| French Open            | A    | A    | A    | 0–0 |
| Wimbledon              | A    | A    | 3T   | 2–1 |
| US Open                | A    | A    | 1T   | 0–1 |
| Vittorie-sconfitte     | 0–0  | 0–0  | 2–2  | 2–2 |

## Vittorie contro giocatrici top 10
| Stagione | 2019 | 2020 | 2021 | 2022 | 2023 | 2024 | 2025 | Totale |
| -------- | ---- | ---- | ---- | ---- | ---- | ---- | ---- | ------ |
| Vittorie | 1    | 0    | 1    | 3    | 4    | 2    | 1    | 12     |

| #    | Giocatrice         | Ranking | Evento                                   | Superficie      | Turno | Punteggio        | Rank. BHMR |
| ---- | ------------------ | ------- | ---------------------------------------- | --------------- | ----- | ---------------- | ---------- |
| 2019 |                    |         |                                          |                 |       |                  |            |
| 1.   | Sloane Stephens    | 4       | Abierto Mexicano de Tenis, Acapulco      | Cemento         | 2T    | 6–3, 6–3         | 172        |
| 2021 |                    |         |                                          |                 |       |                  |            |
| 2.   | Karolína Plíšková  | 3       | Indian Wells Open, Indian Wells          | Cemento         | 3T    | 6–3, 7-5         | 115        |
| 2022 |                    |         |                                          |                 |       |                  |            |
| 3.   | Maria Sakkarī (1)  | 3       | Miami Open, Miami Gardens                | Cemento         | 2T    | 4-6, 6–1, 6–2    | 62         |
| 4.   | Maria Sakkarī (2)  | 5       | Nottingham Open, Nottingham              | Erba            | QF    | 6-4, 4-6, 6-3    | 48         |
| 5.   | Iga Świątek        | 1       | Canadian Open, Toronto                   | Cemento         | 3T    | 6-4, 3-6, 7-5    | 24         |
| 2023 |                    |         |                                          |                 |       |                  |            |
| 6.   | Elena Rybakina (1) | 10      | Abu Dhabi Open, Abu Dhabi                | Cemento         | QF    | 3-6, 6-3, 6-2    | 14         |
| 7.   | Dar'ja Kasatkina   | 8       | Qatar Ladies Open, Doha                  | Cemento         | 2T    | 6-3, 7-6(7)      | 12         |
| 8.   | Elena Rybakina (2) | 7       | Stuttgart Open, Stoccarda                | Terra rossa (i) | 2T    | 6-1, 3-1 rit.    | 14         |
| 9.   | Ons Jabeur (1)     | 7       | Open di Francia, Parigi                  | Terra rossa     | QF    | 3-6, 7-6(5), 6-1 | 14         |
| 2024 |                    |         |                                          |                 |       |                  |            |
| 10.  | Ons Jabeur (2)     | 6       | Abu Dhabi Open, Abu Dhabi                | Cemento         | QF    | 6-3, 6-4         | 13         |
| 11.  | Maria Sakkarī (3)  | 6       | Madrid Open, Madrid                      | Terra rossa     | 4T    | 6-4, 6-4         | 14         |
| 2025 |                    |         |                                          |                 |       |                  |            |
| 12.  | Emma Navarro       | 9       | Internationaux de Strasbourg, Strasburgo | Terra rossa     | QF    | 3-6, 7-6(3), 6-2 | 23         |